# 點傳師
點傳師，全稱代表點傳師，或稱經理，為一貫道中代表祖師傳道，係一貫道第十八代祖師張天然所創制的職級。其中資深的點傳師在祖師或組線領導人授命後即為前人。

## 沿革
第十七代祖師路中一掌道時教中職級有祖師、領長、代表師、壇主、辦事員、道子，代表師就是今天的點傳師，張天然掌道後，在民國25年（1936年）將名稱改為代表點傳師。次年成書的《一貫道疑問解答》已有載明此一名稱。根據張天然於民國二十八年（1939年）元月所頒布的「暫定佛規禮節」，張天然他本人對點傳師所下的定義是：「凡替老師點傳道法者，皆稱為點傳師」，即是替張天然分憂代勞的代理傳道之師，條件必須功德深厚，通達道義。該書已經將「代表點傳師」簡稱「點傳師」。

## 特色
點傳師必須要立有清口願，且必須「功德深厚，道理通達，人格高尚，志向堅定，身心雙修」，言行舉止也要可以讓道親效法。選拔點傳師的時候，會由所屬領導引薦、保命，並由祖師或祖師所委任放命者進行考察、提拔，通過者經放命儀式，立領命願後，才能正式成為點傳師。領命愿中明列點傳師必須「以身許道、財法雙進、開荒佈種，赴湯蹈火萬死不辭」，擁有處理、應對「考驗」之權，甚至要做好赴死的準備。
點傳師若家境清寒，會由道場補助少許生活經費，但大部份多為無給職，還須視道場需求而奉獻自己的時間、心力與財物。教內相信，奉獻是點傳師「代天宣化」的「自行功德」，功果圓滿後可以在天上證得不同的品級。
鑒於點傳師為地方上道務的統籌經營者，故也稱為經理。一貫道道親一般在非道親面前都是如此稱呼點傳師。而資深的點傳師有時被稱為「老點傳師」，負責一方道務者成為「領導點傳師」或地方性的「前人」，統領單一組線（支派）道務責任者則被稱為「老前人」。前人或老前人都可能經由祖師「放命」來提拔資格相符的點傳師。外省籍點傳師在臺灣一貫道中基本上都被稱作前人。
隨著各地道務的拓展，各個組線也開始出現個別由領導者授命的地方前人，而資深的組線領導前人則被稱為老前人。